# Norvég függetlenségi háború
A norvég függetlenségi háború 1814-ben Keresztély Frigyes dán koronaherceg (későbbi VIII. Keresztély dán király) és norvég kormányzó által vezetett szabadságharc volt Norvégiában Svédország ellen. Svédországban nevezik a konfliktust Norvégia elleni hadjáratnak (svédül: Fälttåget mot Norge), Norvégiában 1814-es Svédország elleni háborúnak (norvégul: Krigen med Sverige 1814), de gyakori elnevezése még a svéd–norvég háború (1814) is.
A háború oka, hogy a hatodik koalíciós háborút lezáró kieli békében Dánia átengedte Norvégiát Svédországnak, amelybe a norvégok nem kívántak belemenni és az országot irányító Keresztély Frigyes herceggel az élen független állammá nyilvánították magukat. A háborút végül elveszítették, ám a Svédország élén álló Jean Baptiste Bernadotte jelentős önállóságot biztosított a norvégoknak Svédországon belül, így a két állam 1905-ig közös államszövetséget alkotott, majd békésen szétvált.

## Előzmények
Dánia és Norvégia már 1397 óta közös államot alkotott a kalmari unióval. A napóleoni háborúkban a dánok Franciaországot támogatták, míg Svédország Bernadotte francia tábornokot jelölte meg gyermektelen királyuk, XIII. Károly utódjának, így keresve Bonaparte Napóleon kegyeit.
Nagy-Britannia a francia szövetség miatt háborút kezdett Dánia és Norvégia ellen (az ágyúnaszád-háborút). Bernadotte, aki átvette Svédország irányítását, nem volt ténylegesen Napóleon pártján, sőt a császár sem bízott benne, mivel a tábornok ellenezte a megkoronázását is. Bernadotte már jóval 1812 előtt, mikor is Napóleon megindította volna az oroszországi hadjáratot, szövetséget kötött I. Sándor orosz cárral, akivel egy közös orosz-svéd inváziót terveztek Norvégia ellen, továbbá Bernadotte hozzájárult volna ahhoz is, hogy Oroszország annektálja Észak-Norvégiát. A hadjárat tervét azonban elvetették, miután a hatodik koalíciós háborúban lehetőség nyílt Napóleon megtörésére, ezért a Poroszország, Oroszország és Nagy-Britannia hadvezetése Franciaországra koncentrált. Az oroszországi kudarc után a svéd hadsereg is támadólag lépett fel a franciákkal szemben és visszahódította Svéd-Pomeránia tartományt, majd porosz és orosz csapatok közreműködésével a dánokra mért vereséget. Bernadotte további szerződéseket kötött a poroszokkal és britekkel, amelyek értelmében a két nagyhatalom Svédországnak engedte át Norvégia teljes területét.
1813 végére a dán csapatokat az oroszok, svédek, poroszok és németek kiűzték Holstein illetve Schleswig tartományokból, valamint benyomultak a Jüt-félszigetre is. December 14-én Bernadotte fegyverszünetet kötött a dánokkal és Kielben béketárgyalások indultak a két fél között. Bernadotte hajlandónak mutatkozott átengedni Pomerániát a dánoknak Norvégiáért, valamint Schleswig és Holstein dán birtokokért cserébe, ennek fejében pedig a svédek egymillió korona kompenzációt lettek volna készek fizetni. Mivel Dánia helyzete reménytelen volt, ezért a dánok és VI. Frigyes király beleegyeztek a kieli béke feltételeibe.
A békeszerződés hallatán a norvégok felháborodtak, mert úgy látták országukat alkualapként használták fel a béketárgyalásokon. A dán kormányon belül is, bár látszólag belementek a békeszerződés feltételeibe, de titokban támogatták a norvégokat, hogy így szegüljenek szembe Svédországgal. Azonban a titkos támogatás ahhoz vezetett, hogy Dánia a későbbi bécsi kongresszus végleges határozatával még rosszabbul járt, mivel az a kieli béke több, Dániára nézve kedvező feltételét érvénytelenítette.

## Az eidsvolli alkotmányozó gyűlés

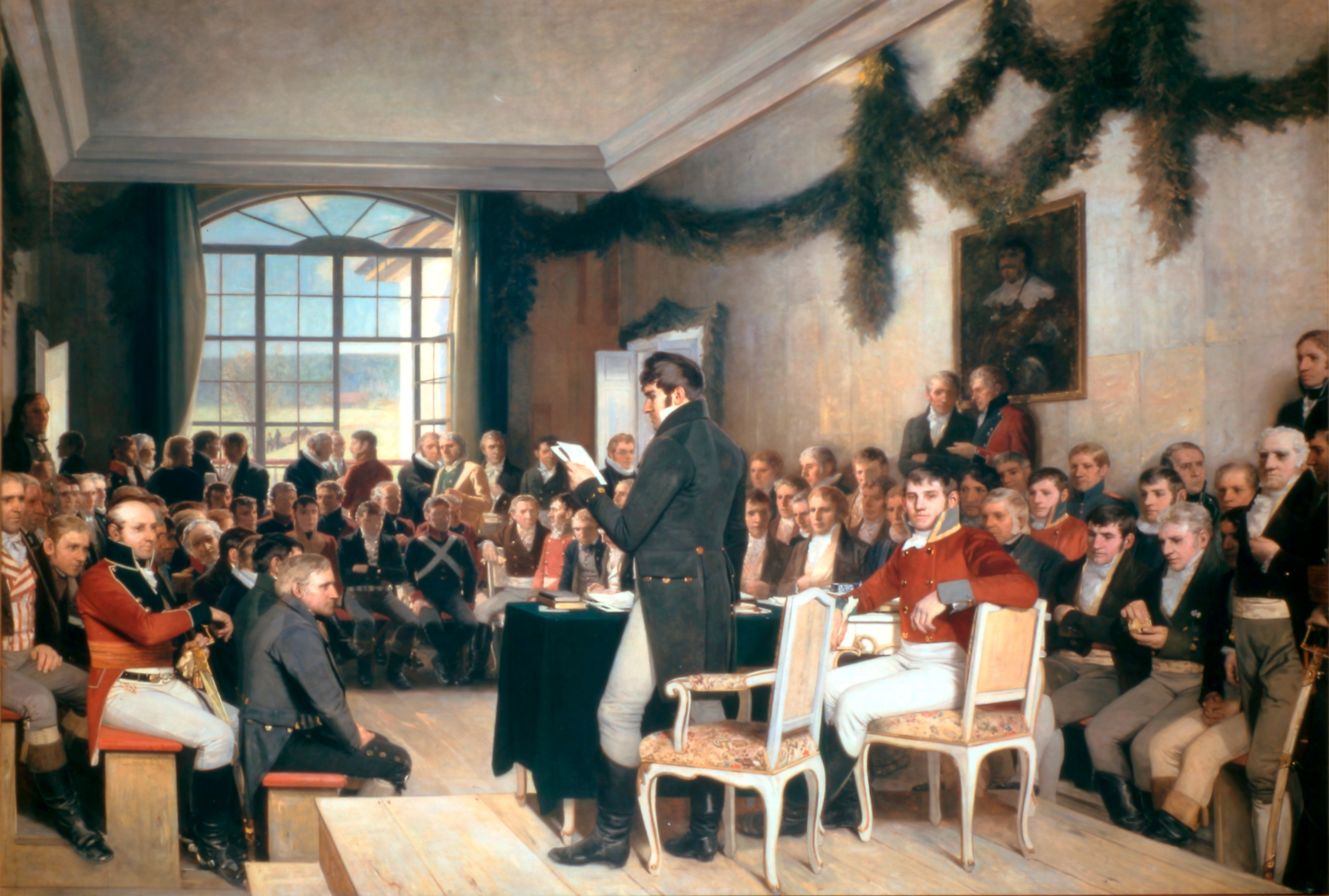
Az eidsvolli alkotmány kihírdetése.

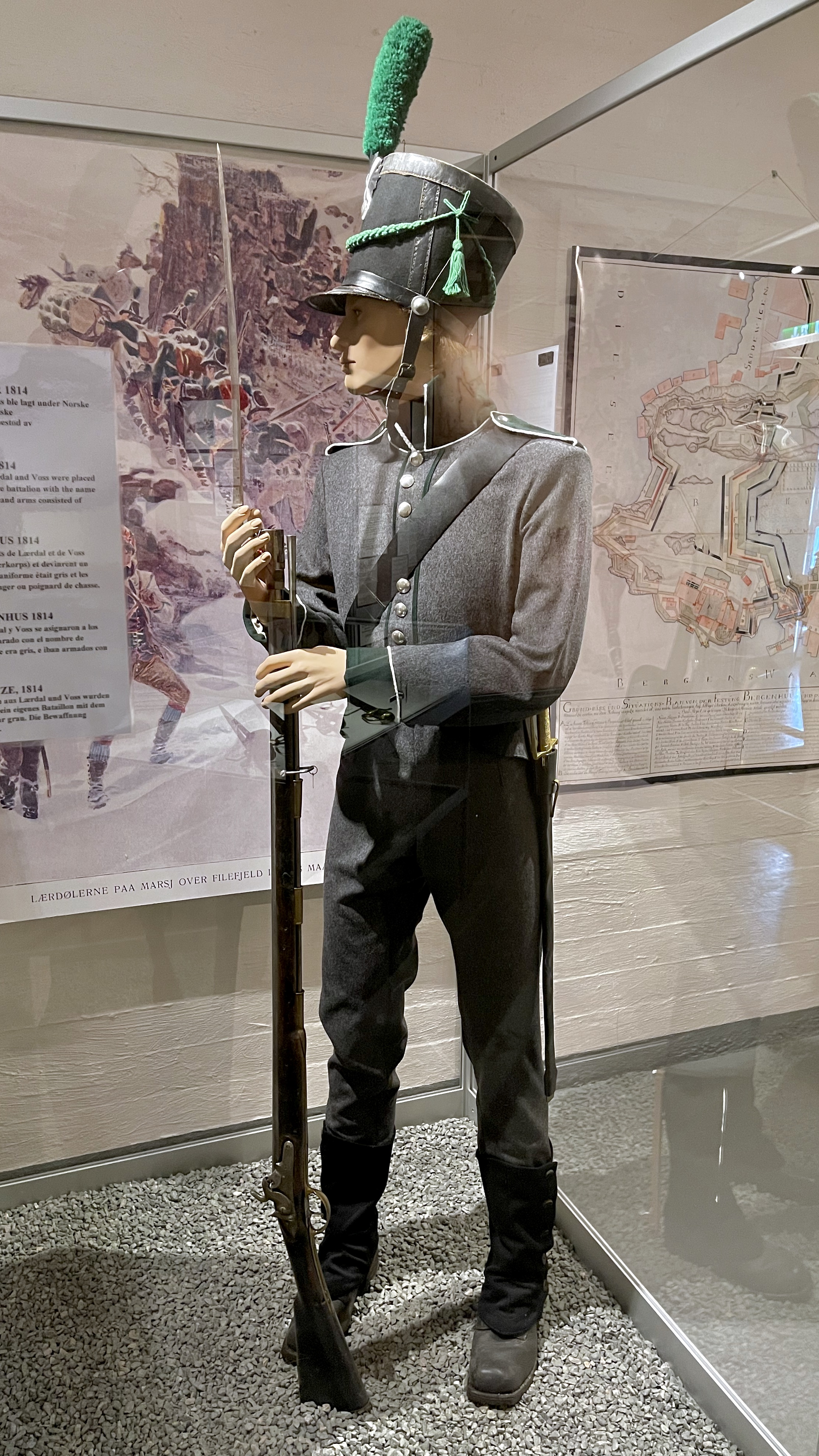
Norvég katonai egyenruha 1814-ből.

A Norvégiát kormányzó Keresztély Frigyes herceg vezetésével a norvégok nem nyugodtak bele a kieli békébe és Eidsvollban gyűlést hívtak össze, amelyen elfogadták a norvég alkotmányt (május 14.) és Keresztélyt a független Norvégia királyának nevezték ki. Lehetséges azonban, hogy Keresztély végső célja a Dániával való unió visszaállítása volt.
Keresztély, mint újdonsült norvég király azon nyomban (és szinte kétségbeesetten) kereste Nagy-Britannia, valamint a franciaellenes hatodik koalíció minden résztvevő nagyhatalmának támogatását, hogy nemzetközi elismerést szerezzen Norvégiának. Azonban egyetlen külföldi diplomata sem volt hajlandó támogatást ígérni a norvégoknak.

## A szemben álló erők

### A norvégok
A norvég hadsereg, amely korábban a dán hadsereg kötelékébe tartozott, 30 ezer főt tett ki, de gyengén felszerelt volt és kevés képesítéssel bírt. A norvégok a határtól távolabb vették fel a pozíciójuk, hogy elkerüljék a bekerítést.
Flottájuk kevés hajót vonultatott fel (összesen 7 briget) és zömében 150 ágyúnaszádból állt. A hajók mind veszélyes zónában, a Hvaler szigeteknél, Svédország partjainál állomásoztak.
A csapatok a következőképp oszlottak meg Norvégiában:
- Mintegy 10 ezer norvég katona állomásozott a különböző erődítményekben (Fredriksten 900 fő, Fredrikstad 1400 fő, Blaker 600 fő, Kongsvinger 1200 fő, Elverum 420 fő, Akershus 600 fő, Fredriksvern 600 fő), 2000 katona pedig Nordenfjellsben. Fredriksten és Krokfoss között a határt 3900 katona védte Frederik Wilhelm Bruenech Stabell alezredes vezetésével, Andreas Samuel Krebs dán ezredes pedig a Krokfoss-Kongsvinger szakaszt védte 2900 emberrel.

- A Glomma folyó és a Øyeren tó között is két egység állt pozícióban. Az egyik a német származású Bernhard Ditlef von Staffeldt 4300 fős dandárja, a másik Diderich Hegermann 4800 fős dandárja.

- Moss és Kristiania (ma Oslo) között Christian Ditlev Adolph Arenfeldt dán vezérőrnagy 4200 fős dandárja állt tartalékban.

Egyéb szervezett egységek voltak még Hans Henrik Rode ezredes 1300 fős egysége Elverumban, Johan Georg Mejlænder vezérőrnagy 1950 katonája, akik Valløy és Tønsberg környékén állomásoztak, a trøndelagi helyőrség 2000 katonával, valamint néhány, a várost védő partmenti üteggel.
A norvég hadseregből 20 ezren voltak hivatásos katonák, 10 ezren pedig főleg rendvédelmi feladatokat ellátó félkatonai egységek, akik elsősorban Bergenben és Kristianiában állomásoztak.

### A svédek
A svédek 45 ezer főnyi tapasztalt és kiválóan felszerelt sereggel álltak készen, flottájuk is számos nagy hajóval rendelkezett, mely a Brit Királyi Haditengerészet támogatását is élvezte, s tengeri úton is szállíthattak csapatokat Norvégia ellen.
A svéd csapatokat Bernadotte tábornok vezette, helyettese Magnus Björnstjerna tábornok volt. A norvég seregek vezérei Keresztély Frigyes herceg, Johannes Klingenberg Sejersted vezérőrnagy és Frederik Gottschalck von Haxthausen marsall voltak. Nagyobb katonai tapasztalatokkal Sejersted rendelkezett, aki már részt vett néhány korábbi háborúban.

## A háború

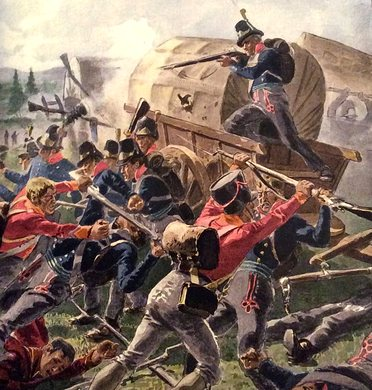
Norvég roham a svédek ellen Skotterudnál.

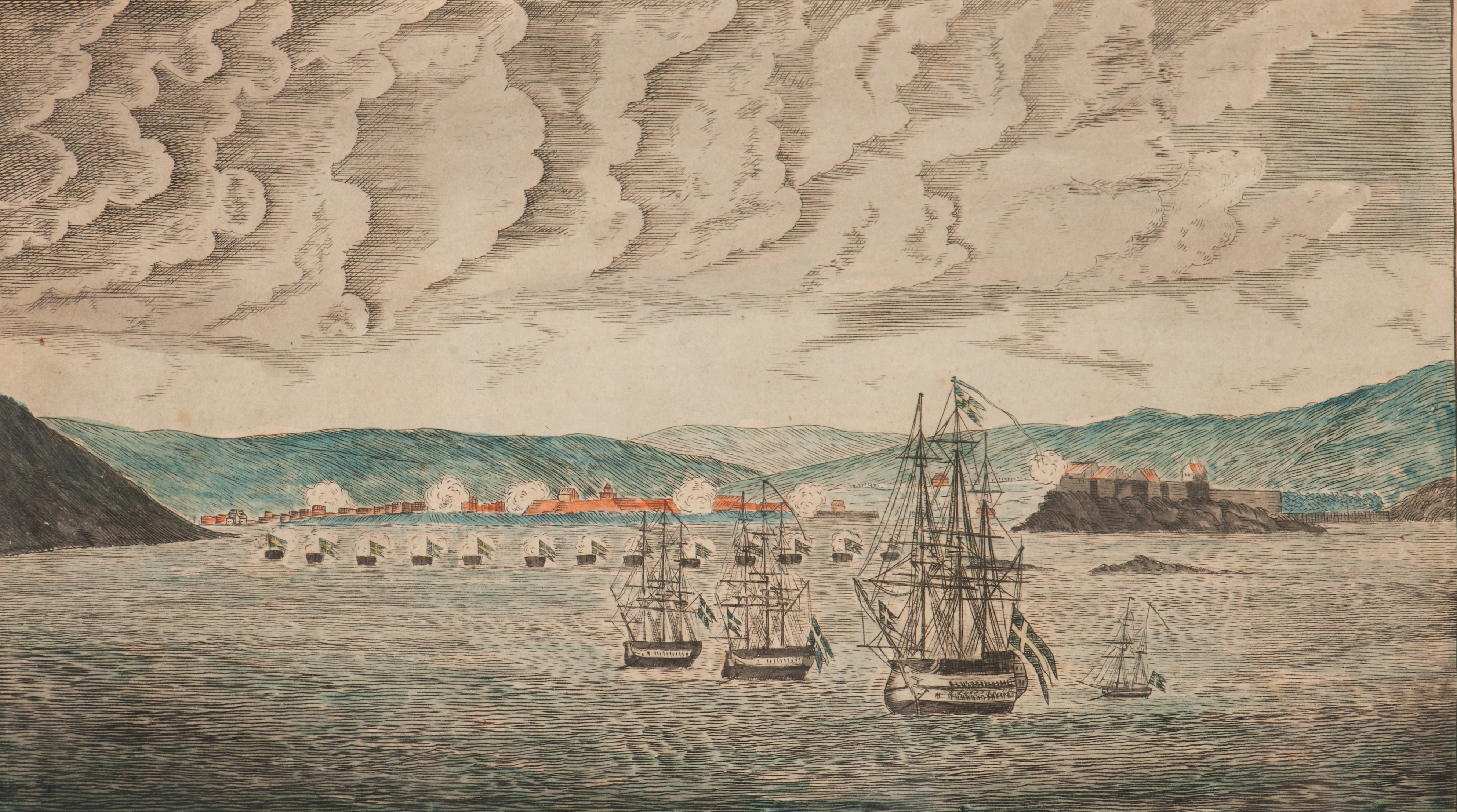
A svéd flotta elfoglalja Fredrikstadot.

Július 26-án a svéd flotta megtámadta a norvég hajókat Hvalernél. A norvégoknak sikerült kicsúszniuk a svéd gyűrűből és elmenekültek, de a háború további szakaszaiban már nem vettek részt.
A svéd szárazföldi csapatok Haldennél nyomultak be Norvégiába, bekerítették Fredriksten erődjét, majd északnak haladtak. A flotta Kråkerøy közelében egy másik inváziós haderőt (6000 katona) tett partra, Fredrikstad közelében. A város másnapra már megadta magát a svédeknek. Eközben a norvég főerők Rakkestadnál csoportosultak.
Kongsvinger környékén kiegyenlítetebb erőviszonyok alakultak ki, s az itt megvívott augusztus 2-i lieri csatában a norvégok megállították a svéd előre nyomulást. Ezt követte egy újabb siker az augusztus 5-én vívott matrandi csatában. Augusztus 2-án Keresztély Frigyes is a frontra érkezett Østfoldnél, ahol a többi parancsnok javaslatára a Rakkestadnál állomásozó 6000 fős sereggel kezdett ellentámadásba. A támadás augusztus 5-én indult, de hamar visszavonulót fújtak és a norvégok inkább átcsoportosították erőiket a Glomma folyóhoz, Langnesnél. A langnesi hídfőnél vívott ütközetben újabb norvég siker született augusztus 9-én, de a továbbiakban a svédek kerültek fölénybe, bár a csatából a norvégok rendezetten vonultak vissza, így harcképesek maradtak.
Az augusztus 14-i kjølbergi ütközetben a svéd hadsereg áttörte a norvég védelmet és előre nyomult a főváros, Kristiania irányába. A brit haditengerészet, amely bár aktívan nem vett részt a háborúban, de a tenger felől blokád alá vette a norvég partokat, így a norvég seregek nem juthattak utánpótláshoz, s a kereskedelem is megbénult, a helyzet pedig tarthatatlanná vált.
A gyengeségek ellenére a norvég katonák ugyan motiváltságukról tettek tanúbizonyságot, de a sikereik pürrhoszinak bizonyultak, mivel erejük idővel kimerült, szemben a svédek rendszeres utánpótlást kaptak.
A svédek a továbbiakban inkább tárgyalóasztalhoz hívták a norvégokat, akik szorult helyzetükben ezt elfogadták. A svéd fél ugyanis nem kívánta a háború elhúzódását, mert számára is megterhelő lett volna.
A norvégok kezdeti lelkesedése összeomlott, mivel a gyengébben képzett norvég katonák nem voltak felkészülve egy nagyobb háborúra. Sokan hibáztatták Keresztély Frigyest és a katonai tapasztalatokkal nem rendelkező von Haxthausent, aki korábban is csak pénzügyminiszteri feladatokat látott el az országban. A norvég kormány számára az egyetlen reális cél a minél kedvezőbb feltételek kieszközölése volt, mivel a nagyhatalmak nem álltak ki Norvégia mellett. Azonban a langnesi győzelemmel mégis elért annyit az ország, hogy ne feltétel nélkül kelljen megadnia magát.

## A végeredmény

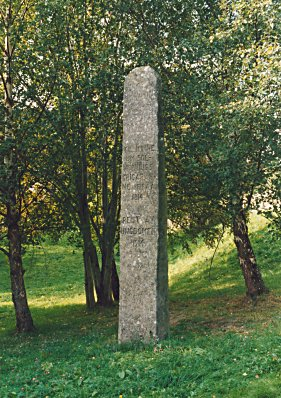
A norvégi függetlenségi háború 100. évfordulóján, 1914-ben, Solvornban állított emlékoszlop.

Augusztus 10-én tűzszünet lépett életbe. Bernadotte a felkínált feltételekben kész volt elfogadni az eidsvolli alkotmányt, mellyel lényegében garantálta Norvégia további önállóságát Svédországon belül és ezzel eloszlatta azon félelmeket, hogy az országot svéd tartománnyá süllyesztenék. A béketárgyalások Mossban zajlottak és augusztus 14-én megkötésre került a mossi egyezmény a két ország között. Ennek értelmében Keresztély Frigyes lemondott a norvég trónról, Norvégia pedig perszonálunióban egyesült Svédországgal, uralkodója a svéd király lett. Az eidsvolli alkotmányt csupán néhány pontban módosították, amely lehetővé tette a Svédországgal való egyesülést. A két országnak továbbra is külön intézményei voltak, a norvég belpolitika szabad volt, külpolitikát azonban nem folytathatott.
A háború legkedvezőtlenebbül a benne valójában részt nem vevő Dániát érintette. A bécsi kongresszuson, részben azért, mert Koppenhága hallgatólagosan támogatta a norvég függetlenségi harcot, a dánok elvesztették Norvégiát és nem kaphatták meg a cserébe ígért Pomerániát, sem pedig az előzetesen felkínált kompenzációt. Dánia ugyanakkor megtarthatta Schleswiget, Holsteint, a Feröer-szigeteket, Izlandot és Grönlandot (e három sziget hivatalosan a norvég korona részét alkotta a dán-norvég perszonálunióban, de a gyakorlatban dán uralom alatt álltak már ekkor is).

## Galéria

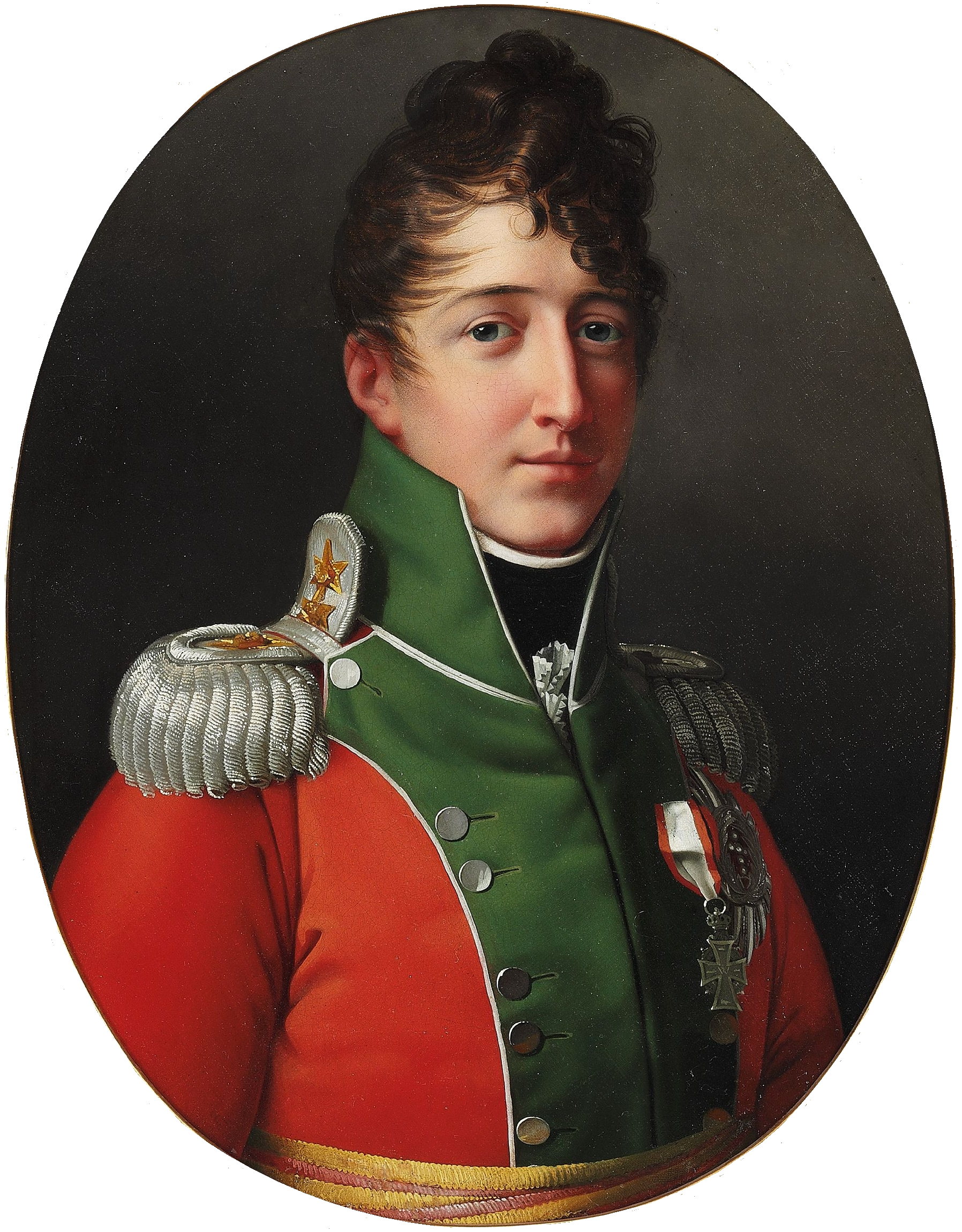
Keresztély Frigyes koronaherceg, Norvégia kormányzója
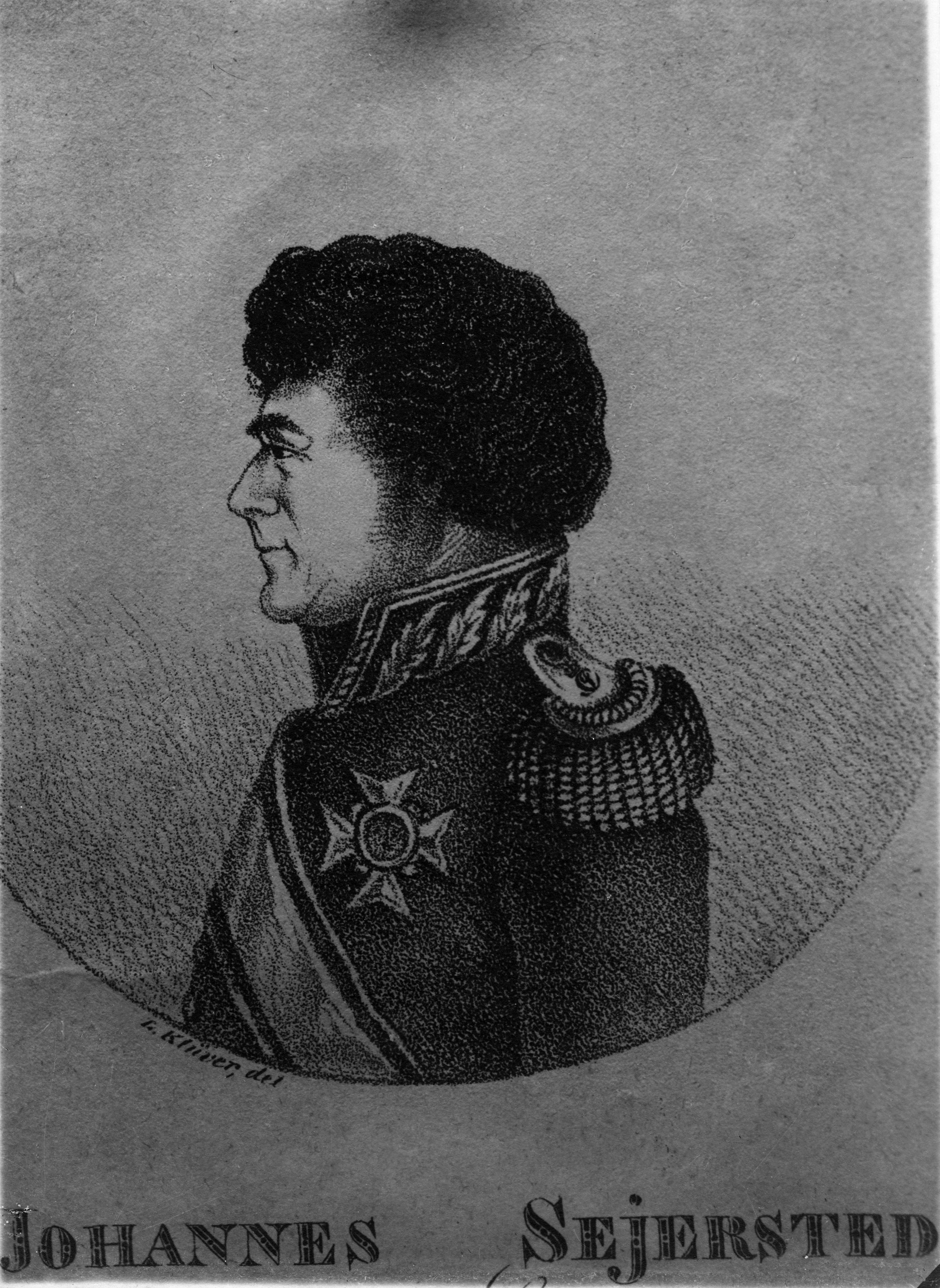
Sejersted vezérőrnagy
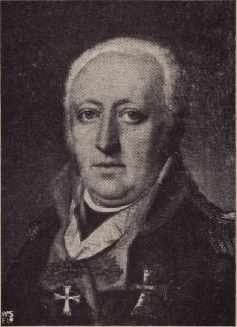
von Haxthausen marsall
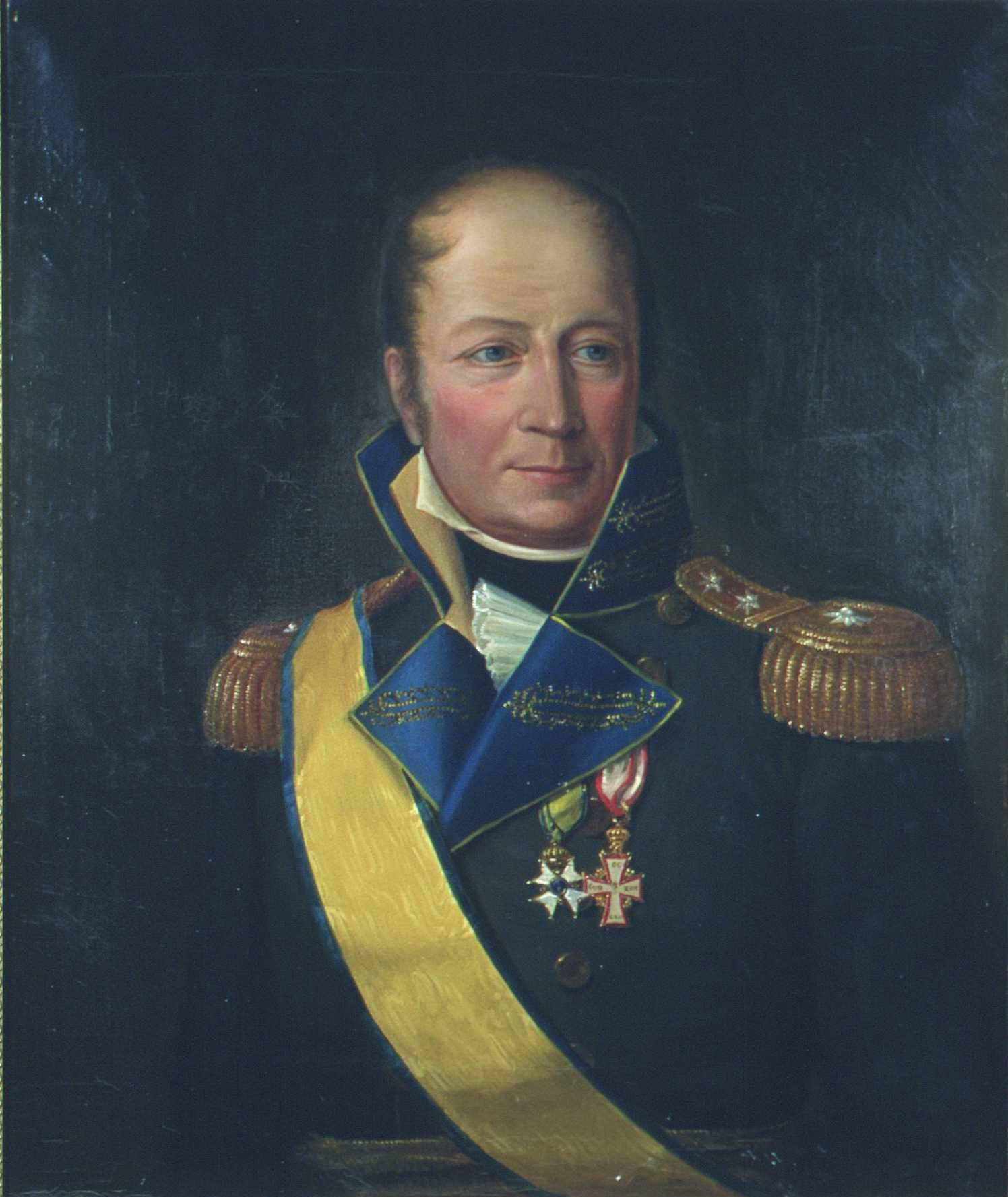
Diderich Hegermann, a langnesi csata hőse
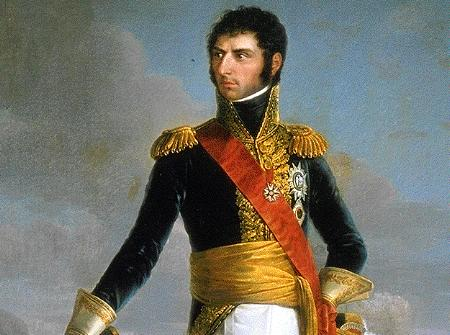
Jean Baptiste Bernadotte
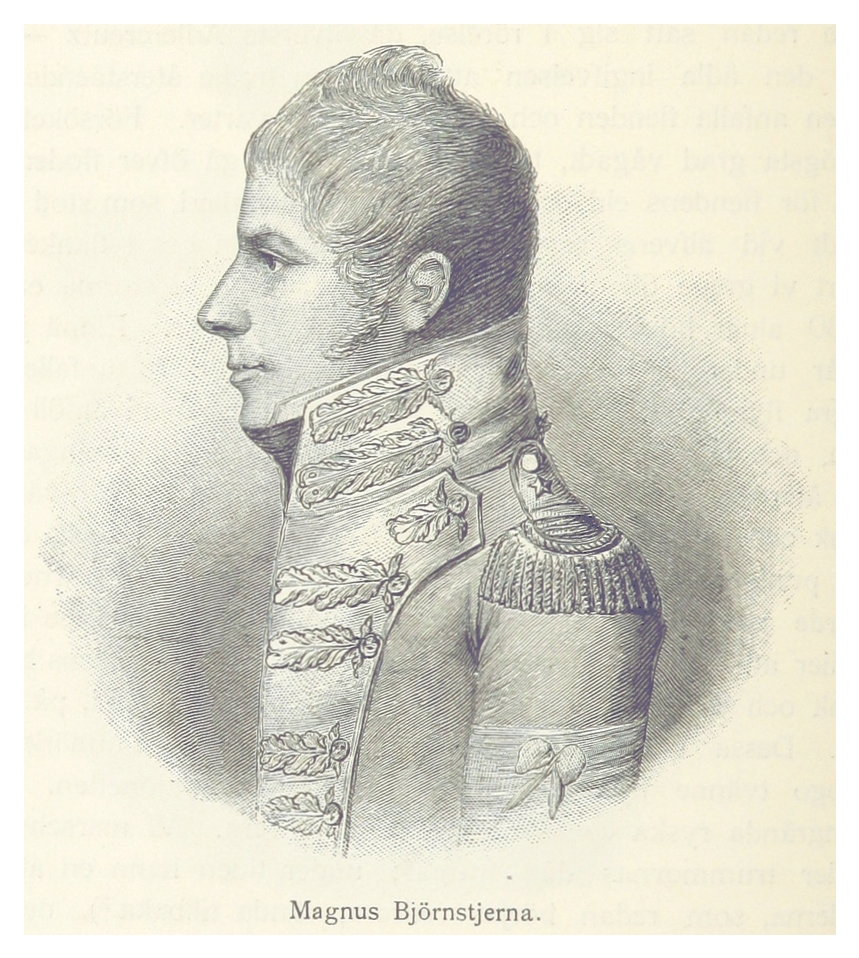
Magnus Björnstjerna
Az eidsvolli alkotmány egy példánya
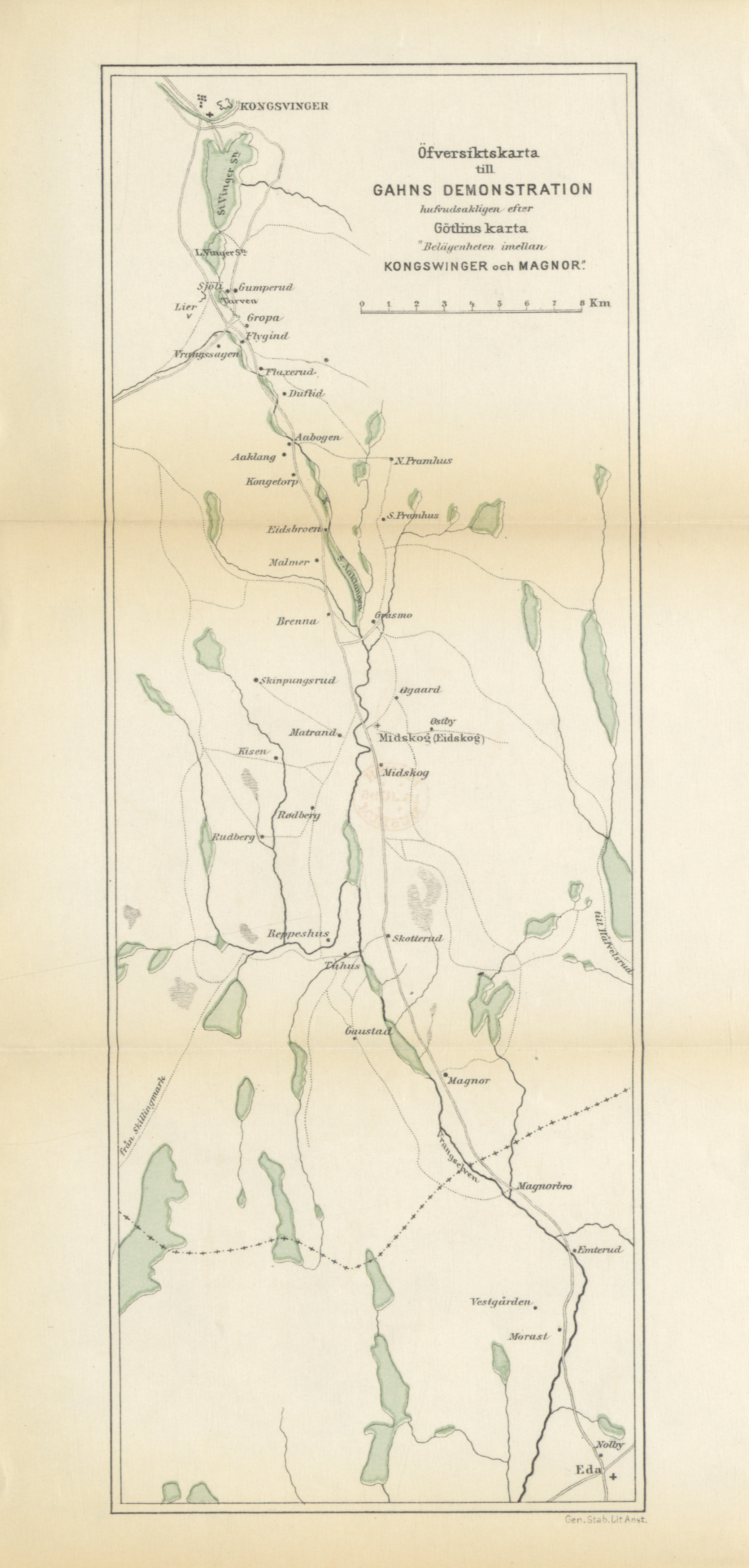
Az 1814-es norvégiai hadműveleteket ábrázoló térkép 1893-ból
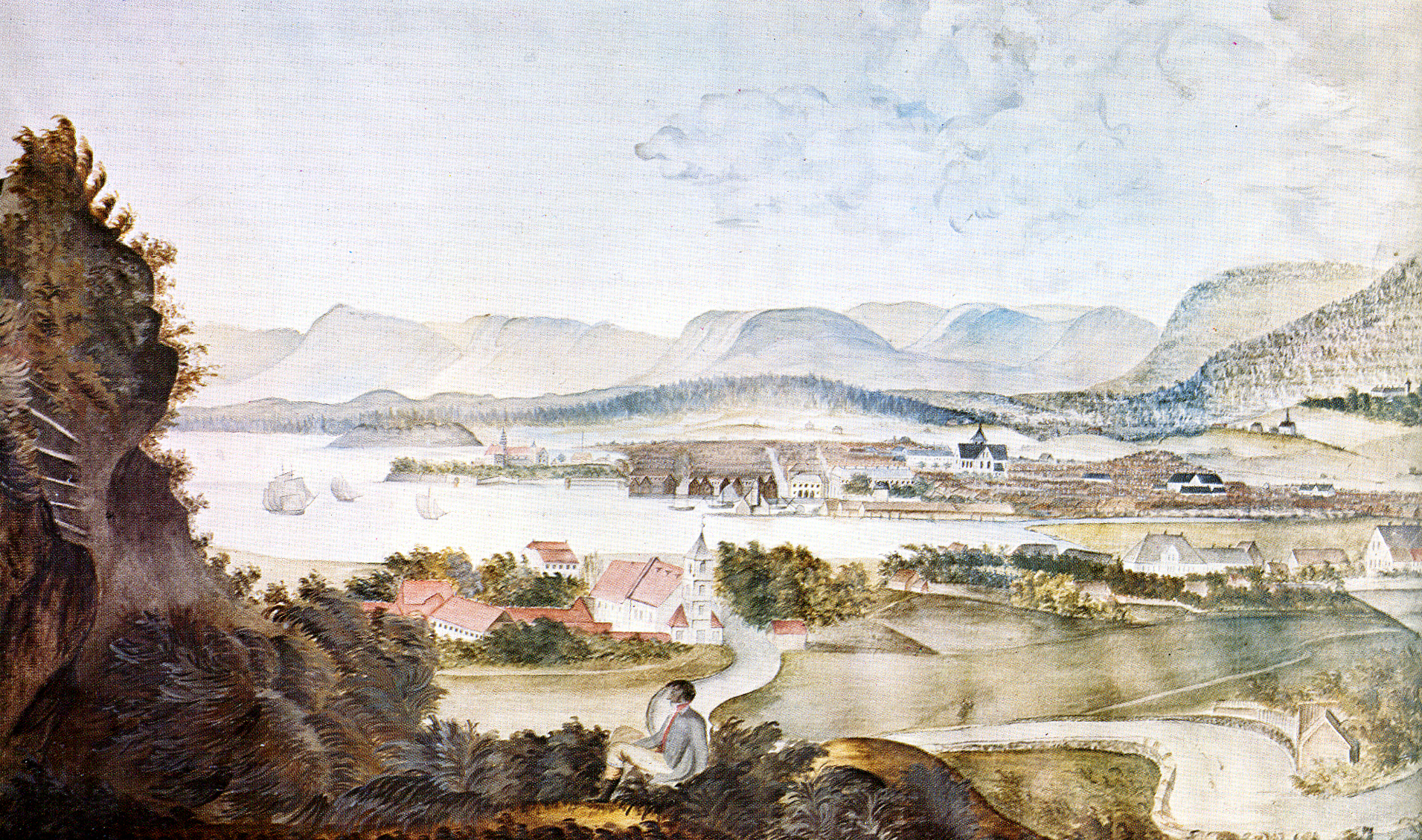
Kristiania (Oslo) 1814-ben
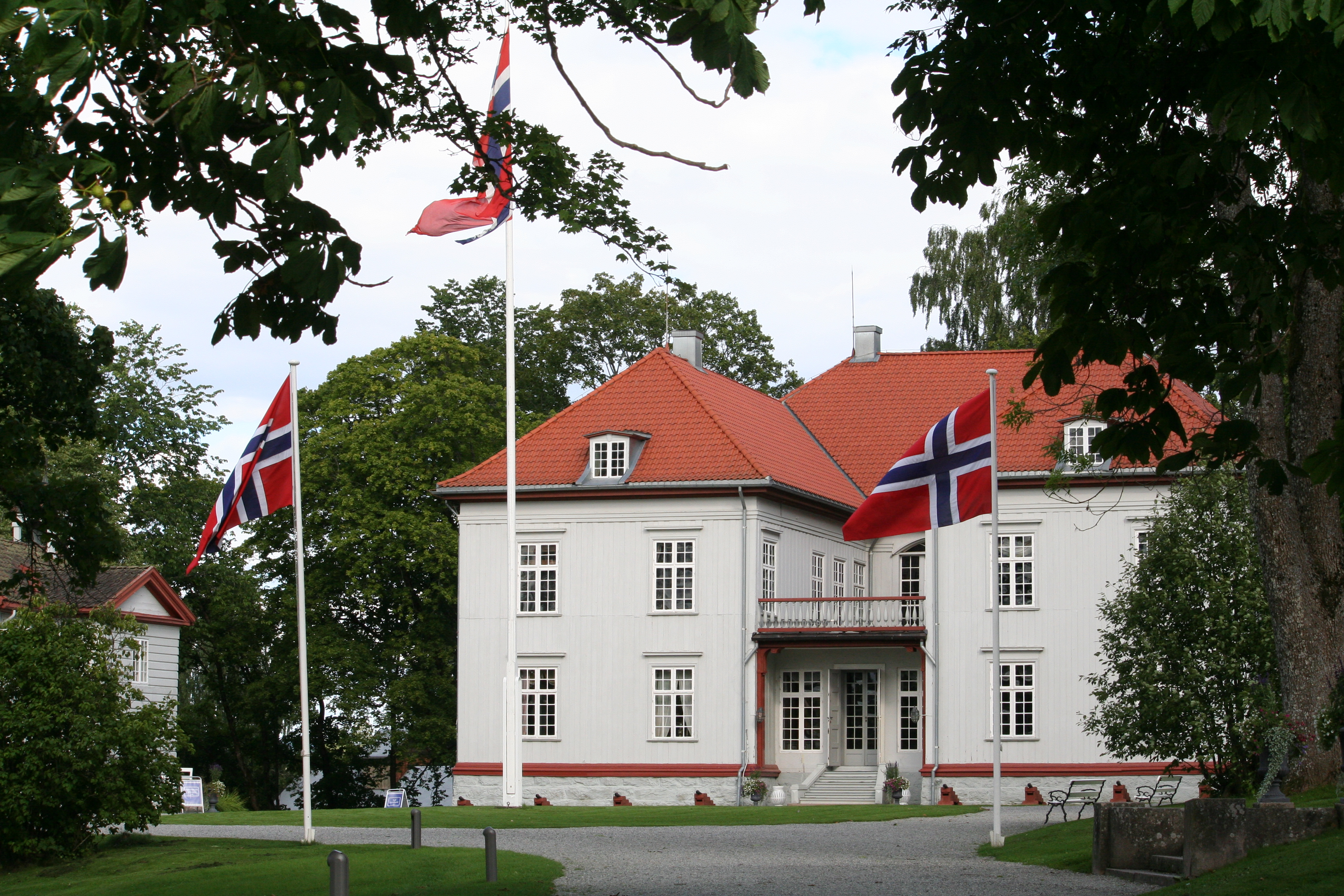
Az 1814-es alkotmányozó gyűlés helyszínéűl szolgáló Eidsvollbygningen napjainkban